# Tsumeb
Tsumeb és una important ciutat de la Regió d'Oshikoto al nord de Namíbia. Va ser capital d'aquesta regió fins al 2008, quan Omuthiya va ser proclamada ciutat i nova capital. És la ciutat més propera al Parc nacional d'Etosha, una de les més grans reserves de vida salvatge de tota l'Àfrica.

## La ciutat i la vella mina
Tsumeb significa "Lloc de molsa" (o en afrikaans: "Plek van Padda-Sluik"). Probablement hagi rebut aquest nom per l'enorme turó natural de color verd d'òxid de minerals de coure que existia abans de la seva destrucció per la mineria. La ciutat va ser fundada el 1905 pel govern colonial alemany.
Tsumeb és notable pels minerals que van propiciar la seva fundació. S'hi han extret minerals polimetàl·lics obtenint coure, plom, plata, or, arsènic i germani. Hi havia també una bona quantitat de zinc, però la recuperació d'aquest metall va ser sempre difícil per motius tècnics. La mina de Tsumeb té molt de renom entre col·leccionistes minerals, sent notable pels més de 300 minerals vàlids i per ser la localitat tipus de més d'una setantena d'espècies minerals. Molts minerals rars i únics, com feinglosita, la leiteïta o la ludlockita, es poden trobar únicament aquí.